# Косиково
Коси́ково (рос. Косиково) — присілок у складі Бабушкінського району Вологодської області, Росія. Входить до складу Бабушкінського сільського поселення.

## Населення
Населення — 149 осіб (2010; 176 у 2002).
Національний склад (станом на 2002 рік):
- росіяни — 100 %